# Violència viària
La violència viària, violència vehicular o conducció agressiva és qualsevol violència comesa per automobilistes i motivada per disputes amb altres conductors o vianants, derivades de problemes de trànsit com, per exemple, les congestions vehiculars en hora punta, factors que fan explotar els que s'hi veuen involucrats amb ira o irritació. La violència viària o conducció agressiva normalment es considera una reacció d'impaciència o egocentrisme vinculada a determinades situacions del trànsit o a determinades accions d'altres conductors o vianants, que són percebudes per l'individu en qüestió com a agressives o desmereixedores respecte a la seva perícia en la conducció.

## Manifestacions
Les principals manifestacions de violència viària o conducció agressiva són les següents:
- Fer acceleracions brusques i arriscades.
- Amenaçar amb una proximitat de xoc potencial entre un cotxe i un altre.
- Fer entrades i sortides ràpides de la calçada.
- Formar congestió vehicular bloquejant accessos d'autopistes o artèries importants.
- Tocar el clàxon excessivament.
- Fer gestos obscens amb les mans.
- Proferir amenaces i exabruptes verbals.
- Atacar físicament l'automòbil d'una altra persona amb objectes com pals o pedres o bé amb les mans.
- Protagonitzar baralles físiques en plena via amb armes o sense.
- Amenaçar amb una arma de foc.
- Dur a terme una persecució en venjança per una provocació.

## Conseqüències
Els casos més extrems acaben en lesions físiques de diversa gravetat. Per prevenir possibles agressions, molts conductors opten per bloquejar les portes del vehicle mentre condueixen en congestions de trànsit.
La violència viària és considerada un delicte greu, ja que es posa en perill la integritat física de les persones, però les penes que reben els agressors són de grau menor, com multes o presó lleu, llevat que hi hagi lesions a tercers o en el cas de lesions fatals o homicidis.